# 山内晃
山内 晃（やまうち あきら、1968年（昭和43年）8月3日 - ）は、日本の政治家。東京都議会議員（2期）、品川区議会議員（3期）、都民ファーストの会政務調査会長などを務めた。

## 来歴
東京都港区生まれ。1987年（昭和62年）、日本大学三島高等学校卒業。1993年（平成5年）、マサチューセッツベイコミュニティー経営ビジネス学科卒業
2年間のサラリーマン勤務を経て、議員秘書を務める。1997年（平成9年）、佐藤裕彦都議会議員（品川区選出）秘書。
2006年（平成18年）、品川区議会議員選挙補欠選挙に初当選。以後3期務める。
2013年（平成25年）、第18回東京都議会議員選挙品川区選挙区に自由民主党から立候補し、初当選。
2016年（平成28年）、都議会自民党を離脱し、同会派所属であった大場康宣、木村基成と会派「新風自民党」を結成し、幹事長に就任。2017年（平成29年）2月20日、木村基成と自民党都連を離党し、会派「新風自民党」も離脱した。
2017年7月、第19回東京都議会議員選挙品川区選挙区に都民ファーストの会公認で立候補し、当選。同年7月11日、都民ファースト政務調査会長就任。
2020年12月に新型コロナウイルスに感染、その後の後遺症により議員活動に支障を来たしたとして2021年7月の都議会議員選挙への立候補を見送り、任期限りで引退することを発表した。都議会議員選挙では後継として元品川区議会議員の筒井洋介が立候補したが、落選した。